# Sant Climent Sescebes
Sant Climent Sescebes is een dorp en gemeente in de autonome regio Catalonië met een oppervlakte van 24 km². Het plaatsje ligt in de provincie Girona en het daarin gelegen deelgebied Alt Empordà. Sant Climent Sescebes telt 641 inwoners (1 januari 2016).

## Geografie
De stad Girona, waar een vliegveld is, ligt op ongeveer 55 km van Sant Climent Sescebes . Op ruim 150 km afstand ligt Barcelona. In het op 20 km gelegen Figueres is het dichtstbijzijnde spoorwegstation.

## Demografische ontwikkeling
Bron: INE, 1857-2011: volkstellingen